# 斯塔夫罗波尔苏维埃共和国
斯塔夫罗波尔蘇維埃共和國（羅馬化：Stavropol’skaja Sovetskaja Respublika；1918年1月1日—7月7日）是苏维埃俄国在俄罗斯帝国斯塔夫罗波尔省建立的苏维埃共和国，首都是斯塔夫罗波尔。之后和库班-黑海苏维埃共和国、捷列克苏维埃共和国共同组成北高加索苏维埃共和国。